# 小坂一也
小坂 一也（こさか かずや、1935年5月30日 - 1997年11月1日）は、日本の歌手、俳優。本名は同じ。
愛知県名古屋市守山区出生、東京都出身。成城学園高等学校中退。竹内事務所、六月劇場、グランパパプロダクションに所属していた。

## 来歴
世田谷区で工具製作所を営む小坂文男の子として、父の実家の名古屋で生まれる。父文男は1907年5月、土木請負業を営む小坂亥三郎の次男として生まれ、早稲田高等学院卒業後アメリカ行きを希望したが、父親の反対により叶わず、工業の道に進んだ経緯があった。そのため子の一也には英語を学ばせたく、知己の鈴木惣太郎のもとに通わせるなどした。
小学校から高校まで成城学園で学ぶ。元衆議院議員の羽田孜とは同級生で親交が深かった。中学時代には小澤征爾や松尾勝吾（松尾雄治の叔父）などと共にラグビー部に所属。高校時代からバンド活動を始め、進駐軍のキャンプ場などで演奏して回る。

### 歌手として
1952年にワゴン・マスターズにボーカルとして参加。高校中退後の1954年、コロムビアレコードから「ワゴン・マスター」でデビューし、カントリーミュージックのアイドル的な存在として人気を博す。他に「青春サイクリング」などのヒット曲がある。また、1956年にはいち早くエルヴィス・プレスリーのカバー曲「ハートブレイク・ホテル」をヒットさせ、「元祖和製プレスリー」とも呼ばれるなど日本で最も早くロックンロールを発表した一人となった。『NHK紅白歌合戦』にも3回連続出場した（詳細は#NHK紅白歌合戦出場歴参照）が、初年度が「ハートブレイク・ホテル」であり、当時としては異例の「NHKでロックンロールを歌った」歌手でもある。

### 俳優として
1957年に映画デビュー、東宝・松竹の映画に出演した。当初は劇中の歌手の一人という形での出演であったが、俳優としての素質を認められ、1958年に松竹と契約した。同年の木下惠介監督の『この天の虹』での演技で注目され、以降の木下作品にも出演する。現代的な若者らしい演技で多くの映画に出演し、やがて松竹映画には欠かせない俳優となっていった。

### 晩年
その後もテレビドラマ・映画に存在感のある演技派として着実に出演を続けた。私生活では1974年1月、長年の同棲相手だった女優の十朱幸代と挙式する（未届けの事実婚）が、同年中に破局している。1977年に一般人と再婚。
1990年に少年期の回想記『メイド・イン・オキュパイド・ジャパン』を河出書房新社で刊行した（小学館文庫で再刊、2022年）。
晩年も闘病生活の中で俳優・歌手として活動したが、1997年11月に食道癌のため死去。62歳没。墓所は多磨霊園。法名は釈一声で、宗派は浄土真宗。

## ディスコグラフィー

### シングル(SP)

#### コロムビア（小坂一也とワゴン・マスターズ）
- ワゴン・マスター/モンタナの月（1955年2月 JL-123）
- デビイ・クロケットの唄/カウ・ライジャ（1955年9月 JL-149）
- ジングル・ベルズ（1955年10月 JL-159、B面は旗照夫、ダーク・ダックスの「ホワイト・クリスマス」）
- ヘイ・ミスター・バンジョー/沙漠に帰る男（1955年11月 JL-158）
- テキサスの黄色いバラ/荒野の呼声（1955年12月 JL-161）
- キャットル・コール/魔法の谷間（1956年1月 JL-165）
- テキサスの恋唄 / ヒュッテのランプ (1956年1月 A-2442。A面は中島そのみとの共演。バックはワゴン・マスターズ)
- シックスティーン・トンズ/モンタナの夜（1956年3月 JL-170）
- 東京チャチャ / チャチャチャ天国（1956年3月 A-2485。B面は中島そのみとの共演）
- ビリー・ザ・キッドの物語（1956年5月 A-2535。B面は中島そのみ「西部の姐御」）
- 銀座横町（1956年6月 A-2553。B面は中島そのみとワゴン・マスターズの「西部のM型娘」）
- ウイチタの保安官/ライダース・イン・ザ・スカイ（1956年8月 JL-175）
- ハートブレイク・ホテル（1956年8月 JL-177、B面は旗照夫の「捜索者の唄」）
- インディアンの襲撃（1956年10月 A-2625。B面は中島そのみとワゴン・マスターズの「赤い月の下で」）
- フィドル弾きのジョー/夢の幌馬車（1956年11月 A-2626）
- さすらいの旅人/君を求めて（1956年12月 JL-178）
- 誇り高き男/冷くしないで（1957年1月 JL-179）
- 雨に歩けば/やさしく愛して（1957年1月 JL-180）
- ブルースを唄おう/ブルーベリィ・ヒル（1957年2月 JL-182）
- ジャイアンツ/アイ・ウォント・ユー・アイ・ニード・ユー・アイ・ラヴ・ユー（1957年3月 JL-181）
- サボテンの花が咲いている/テキサスから来た男（1957年7月 A-2844）
- 僕は風来坊（1957年7月 A-2845。B面は前田通子の「海女の慕情」）
- 海の男は純情さ/オンボロ人生（1958年1月 A-2939）

#### コロムビア（小坂一也）
- 東京の娘さん/青いこだま（1956年12月 A-2661）
- 炭坑節（1957年3月 A-2725。B面は中島そのみとワゴン・マスターズの「カゴシマ・オハーラ」）
- 青春サイクリング（1957年4月 A-2777。B面は湯川きよ美と藤田進の「愛のそよ風」）
- 俺らは船乗り/僕は惚れちゃった（1957年6月 A-2782）
- 心にしみるブルース/オレンジ色の空（1958年3月 A-2996）
- 山は青春（1958年5月 A-3025。B面は朝丘雪路の「白いヨット」）
- キャンプたのしや（1958年6月 A-3050。A面はコロンビア・ローズの「山びこさんごきげんさん」）
- 青春の広場 / そよ風のポルカ （1958年11月 A-3120）

### シングル (7インチ)

#### コロムビア（小坂一也とワゴン・マスターズ）
- シックスティーン・トンズ/ワゴン・マスター（1956年9月 SB-1）
- 国境の南/テキサス・タンゴ（1956年9月 SB-3）
- モンタナの月/デビー・クロケットの唄（1956年10月 SB-5）
- ハートブレイク・ホテル（1956年10月 SB-6、B面は旗照夫の「サヨナラの唄」）
- サンタクロースがやって来る/赤鼻のとなかい（1956年11月 SB-8）
- 誇り高き男（1956年10月 SB-9、B面は沢村みつ子の「ケ・セラ・セラ」）
- アイウォントユー・アイニードユー・アイラヴユー/風来坊の唄（1956年11月 SB-10）
- 冷くしないで/雨に歩けば（1957年1月 SB-13）
- 君を求めて/さすらいの旅人（1957年2月 SB-14）
- 優しく愛して/ジャイアンツ（1957年2月 SB-15）
- ブルースを唄おう/ブルーベリィ・ヒル（1957年3月 SB-17）
- テキサスの黄色いバラ/カウ・ライジャ（1957年4月 SB-18）
- 特別急行列車/ジェット・リンク・バラード（1957年4月 SB-19、ワゴン・マスターズ名義）
- モンタナの夜/荒野の呼び声（1957年5月 SB-21）
- ラブ・ミー/幽霊の町（1957年6月 SB-23）
- ヤング・ラブ/ドント・フォービッド・ミー（1957年6月 SB-24）
- ウイチタの保安官/ライダース・イン・ザ・スカイ（1957年7月 SB-25）
- 北風さん/バタフライ（1957年8月 SB-27）
- ホワイト・スポーツ・コート/アイル・ビー・ホーム（1957年9月 SB-29）
- ロンサム・カウボーイ/ホワイ・ベビー・ホワイ（1957年11月 SB-30）
- オール・シュック・アップ/ママ・ギター（1957年11月 SB-33）
- 恋をはこぶ青い鳥/恋の九十九手（1958年12月 SB-34）
- 監獄ロック/テディ・ベア（1958年2月 SB-37）
- よろめき行進曲/ジャンバラヤロック（1958年11月 SB-43）
- 海の男は純情さ/オンボロ人生（1958年 SA-86）
- コールド・コールド・ハート/ロング・ゴーン・ロンサム・ブルース（1959年3月 SA-161）

#### コロムビア（小坂一也）
- 俺らは船乗り/僕は惚れちゃった（1957年 SA-47）
- 青春サイクリング（1957年 SA-79、B面は藤田進、湯川きよ美の「愛のそよ風」）
- よろめき行進曲/ジャムバラヤ・ロック（1958年11月 SB-43。A面の伴奏は東京メール・クヮルテット）
- キャンプたのしや（1958年 SA-104、B面はコロムビア・ローズの「山びこさんごきげんさん」）
- 夢のアリゾナ/待ちぼうけの喫茶店（1958年 SA-129。伴奏は服部リズムシスターズ、コロムビア・ワゴン・スターズ）
- 口笛吹けば（1958年 SA-134。A面は中島のぞみの「東京ベベ」。伴奏は伊藤素道とリリオ・リズム・エアーズ）
- 青春の広場 / そよ風のポルカ （1958年11月 SA-145）
- にれの木陰で（1959年 SA-193。B面は若山彰の「惜春鳥」）
- 俺の恋人/青春のドライブウェイ（1959年 SA-211）
- ヘイ・パイナップル（1959年 SA-308。B面はノーメン西本の「恋の島」）
- ワルツィング・マチルダ（映画『渚にて』主題歌）/五つの銅貨（映画『五つの銅貨』主題歌）（1960年5月 SA-376。伴奏は西条孝之介とウェスト・ライナーズ）
- ローハイド/連邦保安官（1960年5月 SA-382。伴奏はコロムビア合唱団、堀威夫とスイング・ウェスト）
- ヘリコプターで行きましょう（1960年 SA-385。B面はコロムビア・ローズの「雨が降る街角」）
- 君を送った帰り道/夜の雨には想い出がある（1960年 SA-389）
- 牧場の花は赤い/赤い嚝野（1960年 SA-439。B面の伴奏は原田実とワゴン・エース）
- 遥かなるアラモ（映画『アラモ』主題歌）/アラモの歌（1960年12月 SA-506。伴奏はザ・エコーズ、大森俊夫とスイング・ウェスト）
- 無敵のライフルマン（1961年 SA-552。テレビ西部劇『ライフルマン』主題歌。B面は守屋浩の「われらのライフルマン」）
- 青春の並木路（1961年 SA-565。A面は十朱幸代とのデュエット、B面は十朱幸代の「いたずら恋の風」）
- ガン・ファイター/嵐の季節（1961年9月 SA-732。伴奏は原田実とワゴン・エース、B面のみザ・エコーズ）
- 一本杉は威張りんぼ/君だって好きだったはずなのに（1962年 SA-887）

#### グリーン・シティ
- 悲しきディスクジョッキー/黒いリムジン（1970年12月 W-1009）
- カウライジャ（1971年5月 W-1023。B面はジミー時田の「パパとママのワルツ」）
- それもいいじゃないか/気らくなものさ（1971年10月 W-1035。）

#### ポリドール
- 私の孤独/愛よいそげ（1973年5月 DR-1747）

#### フォーライフ
- 春になれば/ポケットびんの人生がいい（1977年3月 FLS-14）
- 出逢っちまったね/急ぎ旅（1977年10月 FLS-1009）

#### クラウン
- 恋するエルバイラ/デイビー・クロケットの唄（1981年12月 ASP-3）
- JR/パパはSINGER（1983年8月 ASP-9）
- 目覚めればLADY（フジテレビ系列『夢追い旅行』主題歌）/夢追い旅行（『夢追い旅行』挿入歌）（1984年4月 CWA-228）

#### コロムビア（2期目）
- 今、いちばんのありがとう（1991年 CDシングル）作詞：斎木良二、作曲：徳武弘文。タケダ「アリナミンA」CMソング[9]。カップリング曲は「青春サイクリング」。斎木・徳武コンビは高田渡が歌った1993年のハウスシチューCM「ホントはみんな」の作者でもある。2007年に下條アトムがシングルで、安倍なつみがソロライブ「安倍なつみSpecial Live 2007 秋 〜Acoustic なっち〜」でカバーした。

### 4曲入りEP
- ウエスタンヒット曲集（1956年 BB-23。デビイ・クロケットの唄～カウ・ライジャ～ワゴン・マスター～モンタナの月）
- ウエスタンヒット曲集 第2集（1956年 BB-28。テキサスの黄色いバラ～荒野の呼声～ヘイ・ミスター・バンジョー～沙漠に帰る男）
- ウエスタンヒット曲集 第3集（1956年4月 BB-30。シックスティーン・トンズ～モンタナの夜～キャットル・コール～魔法の谷間）
- ジングルベル（1957年 AA-81。旗照夫とのコンピレーションEP。ジングル・ベル(小坂)～別れのワルツ(旗)～サンタクロースがやってくる(小坂)～ホワイト・クリスマス(旗)）

### アルバム
- 唄う幌馬車（1958年7月、日本コロムビア AL-105）
- ウェスタン・ムード（1959年5月、日本コロムビア AL-145）
- 童謡集（1960年12月、日本コロムビア AL-245）
- 想い出の小坂一也（1968年12月、日本コロムビア AL-5052。ワゴン・マスター名義）
- 思い出のグリーン・グラス: カントリー&ウェスタン・ニュー・アルバム（1969年9月、日本コロムビア ALS-4440。伴奏は原田実とワゴン・エース）
- カントリー・マイ・ウェイ（1971年、グリーン・シティ W-7003）
- GENTLY（1983年、日本クラウン GGA-84、小坂一也とラスト・ショウ名義）
- 微笑みの作り方（1994年、日本コロムビア COCA-11562）※洋楽カバーとオリジナルで構成。「今、いちばんのありがとう」の作者斎木・徳武の他に作詞で森雪之丞、作曲で細野晴臣、高橋幸宏が参加した。ボーナストラックの「ファンからのお願い」の作詞は小坂本人。

### 企画アルバム
- 徳光和夫 とくモリ!歌謡サタデーPresents「決定盤 青春の小坂一也全集」（2010年11月17日、徳光和夫監修による珠玉の50曲をCD2枚組に収録）

## NHK紅白歌合戦出場歴
| 1956年（昭和31年）/第7回                                | ハートブレイク・ホテル | 大津美子   |
| 1957年（昭和32年）/第8回                                | 青春サイクリング       | 浜村美智子 |
| 1958年（昭和33年）/第9回                                | 心にしみるブルース     | 雪村いづみ |
| - この3回の出場すべて、ラジオ中継による音声が現存する。 |                        |            |

## 出演

### 映画
- 星空の街（1957年） - 小村一也
- 地獄岬の復讐（1957年） - 歌手

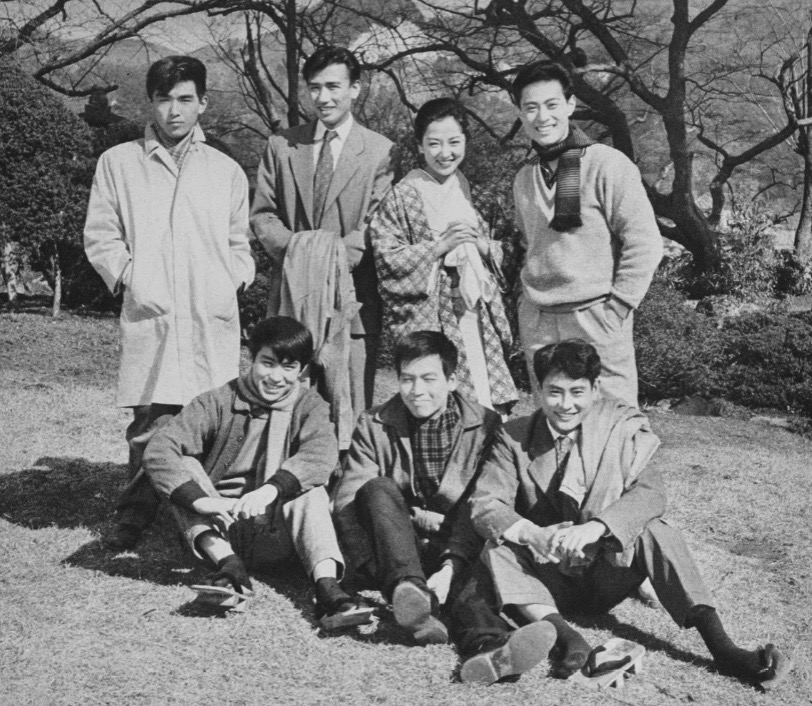
『惜春鳥』（1959年）

- 歌う弥次喜多 黄金道中（1957年） - クロブネの歌手
- ろまん化粧（1958年） - 田島記者
- 二等兵物語 死んだら神様の巻（1958年）
- オンボロ人生（1958年） - 六さん
- 青空よいつまでも（1958年） - 岡本巡査
- 月給一三、○○○円（1958年） - 樽見秀吉
- その手にのるな（1958年） - 長谷川愼吉
- 彼奴は誰だッ（1958年） - 佐久間健太
- この天の虹（1958年） - 稔
- 危険なラブレター（1959年） - 一夫
- 今日もまたかくてありなん（1959年） - 森五郎
- 惜春鳥（1959年） - 峰村卓也
- 三羽烏三代記（1959年） - 城山茂夫
- 大学の合唱（1959年） - 高井松吉
- 晴れて今宵は（1959年） - 平河俊作
- 素晴らしき十九才（1959年） - 竹村浩志
- パイナップル部隊（1959年） - 余儀
- どんと行こうぜ（1959年） - 加木八郎
- 若手三羽烏 女難旅行（1960年） - 一平
- 乾いた湖（1960年） - 水島成一
- 銀座のお兄ちゃん挑戦す（1960年）
- 春の夢（1960年）
- 俺たちに太陽はない（1960年）
- 私は忘れない（1960年）
- 明日はいっぱいの果実（1960年）
- 恋の片道切符（1960年）
- はったり二挺拳銃（1960年）
- 日本よいとこ 無鉄砲旅行（1960年）
- 黄色いさくらんぼ（1960年）
- 快人黄色い手袋（1961年）
- 恋とのれん（1961年）
- 夕陽に赤い俺の顔（1961年）
- 非情の男（1961年）
- 二階の他人（1961年）
- のれんと花嫁（1961年）
- ふりむいた花嫁（1961年）
- 若いやつ（1963年） - 井上武志
- 花の咲く家（1963年）
- 寝言泥棒（1964年）
- 太陽を抱く女（1964年）
- 可愛いあの娘（1965年）
- なつかしき笛や太鼓（1967年）
- 喜劇 ドッキリ大逃走（1970年）
- 怪獣大奮戦 ダイゴロウ対ゴリアス（1972年）
- 新・同棲時代 －愛のくらし－（1973年）
- 不連続殺人事件（1977年）
- 衝動殺人 息子よ（1979年）
- 純（1980年）
- ダイアモンドは傷つかない（1982年）
- 細雪（1983年）
- KIDS（1985年）
- 愛しき日々よ（1985年）
- 愛の陽炎（1986年）
- メイク・アップ（1987年）
- マルサの女（1987年）
- 恋のカウントダウン（1987年）
- 私をスキーに連れてって（1987年）
- バカヤロー! 私、怒ってます 第二話「遠くてフラれるなんて」（1988年）
- もうひとつの原宿物語（1990年）
- 仔鹿物語（1991年）
- 風の子どものように（1992年）
- 卒業旅行 ニホンから来ました（1993年）
- 集団左遷（1994年）
- キャンプで逢いましょう（1995年）
- OL忠臣蔵（1997年）
- 失楽園（1997年）

### テレビドラマ
- ポプラの歌（1963年、NHK） - ※映像が現存する
- 〆めて七貫 （1964-1965年、CX）
- 木下恵介劇場・木下恵介アワー（TBS）
  - 二人の星（1965年 - 1966年） - 木村
  - 記念樹 第14話「入日の詩」（1966年7月5日） - まさお
  - 女と刀（1967年） - 公紀
  - おやじ太鼓（1969年） - 黒田
  - あしたからの恋（1970年） - 井沢正三
  - 二人の世界（1971年） - 本木
  - おやじ山脈（1972年 - 1973年） - 黒田
- 古都（1966年、CX）
- 遊撃戦（1966年、NTV / 東宝） - 渡一等兵
- 俺は用心棒 第20話「日照り雨」（1967年、NET / 東映）
- 東京コンバット 第30話「暗闇からの脱出」（1968年、CX / 東宝）
- 青空にとび出せ! 第3話 「SOS赤い風船」（1969年、TBS）
- ポーラテレビ小説（TBS）
  - パンとあこがれ（1969年）
  - 白き牡丹に（1982年 - 1983年） - 渡辺校長
- 東芝日曜劇場 / 女と味噌汁 第19作（1971年、TBS）
- 時間ですよ2（1971年、TBS）
- 花王 愛の劇場 / 喜びも悲しみも幾歳月（1972年、TBS）
- 必殺シリーズ（ABC / 松竹）
  - 必殺仕掛人 第14話「掟を破った仕掛人」（1972年） - 村野庄兵衛
  - 暗闇仕留人 第23話「晴らして候」（1974年） - 佐吉
  - 必殺必中仕事屋稼業 第20話「負けて勝負」（1975年） - 但馬屋
  - 必殺仕業人 第5話「あんたこの身代りどう思う」（1976年） - 伸吉
  - 新・必殺仕置人 第24話「誘拐無用」（1977年） - 畳表問屋 備後屋
  - 江戸プロフェッショナル・必殺商売人 第4話「お上が認めた商売人」（1978年） - 松平右京亮広正
  - 翔べ! 必殺うらごろし 第13話「手が動く! 画家でないのに絵を描いた」（1979年） - 平山主水
  - 必殺仕事人 第77話「盗み技背面逆転倒し」（1980年） - 仙造
- 帽子とひまわり（1974年、NHK）- 山田昌次
- ふりむくな鶴吉 第9話「はぐれ凧」（1974年、NHK）
- ブラザー劇場 / 若い!先生（1974年、TBS）- 港良夫
- けんか安兵衛 第13話「泣き虫毛虫」（1975年、KTV）
- 太陽にほえろ!（NTV / 東宝）
  - 第158話「顔」（1975年） - 小谷陽一
  - 第457話「長さんが刑事を辞めたくなった」（1981年） - 時田
  - 第573話「父と子の写真」（1983年） - 広川一朗
- 夜明けの刑事（TBS / 大映テレビ）
  - 第50話「死をかけた妻の叫び!!」（1975年） - 小泉武明
  - 第96話「猫神一家に何が起こったか?」（1976年）
- 非情のライセンス 第2シリーズ 第88話「兇悪・その愛」（1976年、NET / 東映） - 宗方浩
- 新 木枯し紋次郎 第6話「三途の川は独りで渡れ」（1977年、12ch / C.A.L） - 卯吉（定六）
- 特捜最前線（ANB / 東映）
  - 第38話「バスジャック・光なき娘へのハレルヤ!」（1977年）
  - 第88話「私だけの三億円犯人!」（1978年）
  - 第116話「真夜中のデッドアングル!」（1979年）
  - 第175話「ナイター殺人事件!」（1980年）
  - 第236話「深夜便の女!」（1981年）
- 土曜ワイド劇場（ANB）
  - 横溝正史の吸血蛾（1977年）
  - 二人の夫をもつ女（1977年）
  - 田舎刑事 第2作「旅路の果て」（1978年）
  - 黒衣の天使（1978年）
  - 江戸川乱歩の美女シリーズ 第7作「宝石の美女」（1979年） - 川村
  - 団地妻のさけび（1983年）
  - 京都殺人案内 第13作「現代忠臣蔵殺人事件」（1987年） - 穴吹哲也
  - 牟田刑事官事件ファイル 第13作「横浜-八王子-伊良湖、殺人ラインの女たち」（1990年） - 本間圭介
  - 雨の中の殺人者（1992年）
- Gメン'75（TBS / 東映）
  - 第125話「ウソ発見機」（1977年） - 正岡
  - 第172話「大空のギャング」、第173話「大空からの脱出」（1978年） - 子安管制官（新島空港）
  - 第250話「パリ・セーヌ川に浮かんだ裸女」（1980年） - 画家
  - 第286話「スカート切り裂き魔」（1980年） - 羽田
- 木曜座
  - 華やかな孤独（1978年、TBS）
- 裸の大将放浪記 （関西テレビ / 東阪企画）
  - 第3話「人の心は顔ではわからないので」（1980年） - 仏の男
  - 第76話「清が行った竜宮城」（1995年） - 吉川宗平
- 新五捕物帳（NTV / ユニオン映画）
  - 第55話「江戸の夢 恋のかんざし」（1979年）- 松平大八郎
  - 第124話「子が結ぶ夫婦仲」（1980年） - 亀造
  - 第152話「偽わりの盛装」（1981年） - 六兵衛
- 銀河テレビ小説（NHK）
  - ガラスのうさぎ（1980年）
- 連続テレビ小説（NHK）
  - まんさくの花（1981年）
  - 君の名は（1991年） - 美村礼治
- 江戸の用心棒 第7話「女主人の腕」（1981年、CX / 東宝 / 映像京都） - 塚原左内
- 水曜劇場 / 娘が家出した夏 家庭ってなァに?（1981年、TBS） - 沢耕介
- 同心暁蘭之介 第39話「黒い罠」（1982年、CX）
- ザ・サスペンス / 松本清張の内海の輪（1982年、TBS / 大映テレビ）
- 御宿かわせみ 第2シリーズ 第14話「油屋殺人事件」（1983年、NHK） - 彦兵衛
- 月曜ワイド劇場 / おさな妻（1983年、ANB）
- 胸さわぐ苺たち(1983年TBS) 小野沢獣医師
- ドラマ人間模様 / 新・夢千代日記（1984年、NHK）
- 迷宮課刑事おみやさん 第4話「13年前の夫婦交換心中が今日…!」（1985年、ABC） - 笹本ヒロシ
- 妻たちの課外授業（1985年、NTV）
- 私鉄沿線97分署 第77話「ママさん刑事はヤリガイの女王!?」（1986年、ANB / 国際放映） - 柳
- セーラー服通り（1986年、TBS）
- わたしの可愛いひと（1986年、CX）
- 松田聖子のスイートメモリーズ(1987年、TBS）
- パパはニュースキャスター（1987年、TBS）
- 胸キュン刑事（1987年、ANB）
- ジャングル 第14話「追跡! 爆破魔」（1987年、NTV / 東宝） - 小田
- 現代恐怖サスペンス 第1話「ししゃもと未亡人」（1987年7月、KTV / 東映）
- ギョーカイ君が行く!（1987年、CX）
- 痛快!ロックンロール通り（1988年、TBS）
- 水曜ドラマ / 海岸物語 昔みたいに…（1988年、TBS） - 金子英一郎
- 乱歩賞作家サスペンス 天国への階段 キャスタースキャンダル（1988年、KTV / 東映）
- 避暑地の猫（1988年、ANB）
- 直木賞作家サスペンス「賀茂の蜩」（1989年、KTV / 東映）
- 火曜サスペンス劇場 (NTV)
  - 情状鑑定人（1988年)
  - 誰かが聞いている（1991年11月） - 中沢警部
- 吉野物語（1988年10月 - 1989年3月、YTV）
- 泣くなセン!燃える男 星野仙一物語（1988年、TBS）
- さすらい刑事旅情編II 第14話「バラバラ殺人! 父を捜す美少女」（1990年、ANB / 東映）
- 土曜グランド劇場 / いけない女子高物語（1990年、NTV）
- 男と女のミステリー / 街 PARTIII（1991年、CX） - 宮坂刑事
- 青春の門（1991年、TX）
- 101回目のプロポーズ（1991年、CX） - 矢吹孝夫
- 夏の嵐!（1992年） - 郷田浩司
- 木曜劇場（CX）
  - 愛という名のもとに（1992年） - 金森徹
  - 親愛なる者へ（1992年）
  - グッドモーニング（1994年）
- 珠玉の女（1992年、YTV） - 杉山透
- 二十歳の約束（1992年、CX）
- 代議士の妻たちスペシャル（1993年TBS）
- 高校教師（1993年、TBS）
- ドラマ30 / 娘からの宿題（1993年、CBC）
- ドラマ新銀河 / 帰ってきちゃった（1993年、NHK)
- 瀬戸内少年野球団（1993年、CX）
- ザ・ワイドショー（1994年、NTV）
- 花王 愛の劇場 / 夏は秘密がいっぱい!（1994年、TBS）
- 夢見る頃を過ぎても（1994年、TBS）
- 僕らに愛を!（1995年、CX）
- おいしい関係（1996年、CX）
- 月曜ドラマスペシャル / ダンスパートナー連続殺人 社交ダンス界に渦まく欲望と嫉妬（1996年8月19日、TBS）
- デッサン（1997年、NTV） - 麻生敏夫（沙絵の父） ※遺作

### バラエティ番組
- 今夜は最高!（NTV）
- ウッチャンウリウリ!ナンチャンナリナリ!!（NTV）

### CM
- NEC「98NOTE」大江千里、磯部弘と共演。1989年 - 1991年
- アコム「むじんくん」